# (1265) Schweikarda
(1265) Schweikarda es un asteroide perteneciente al cinturón de asteroides descubierto por Franz Kaiser el 18 de octubre de 1911 desde el observatorio de Heidelberg-Königstuhl, Alemania.

## Nombre
Este asteroide recibió su nombre a propuesta del propio descubridor. Recibe su nombre del nombre su familia materna, Schweikard, añadiendo una "a" final para hacer el nombre femenino, tal como era costumbre designarlos en la época.

## Características orbitales
Schweikarda orbita a una distancia media del Sol de 3,024 ua, pudiendo alejarse hasta 3,253 ua. Su inclinación orbital es 9,512° y la excentricidad 0,07575. Emplea 1921 días en completar una órbita alrededor del Sol.